# Anopsicus pearsei
Anopsicus pearsei är en spindelart som beskrevs av Chamberlin och Ivie 1938. Anopsicus pearsei ingår i släktet Anopsicus och familjen dallerspindlar. Inga underarter finns listade i Catalogue of Life.